# ガウス曲率
- 数学 > 幾何学 > 多様体論 > 微分幾何学 > リーマン多様体 > 部分リーマン多様体の接続と曲率 > ガウス曲率

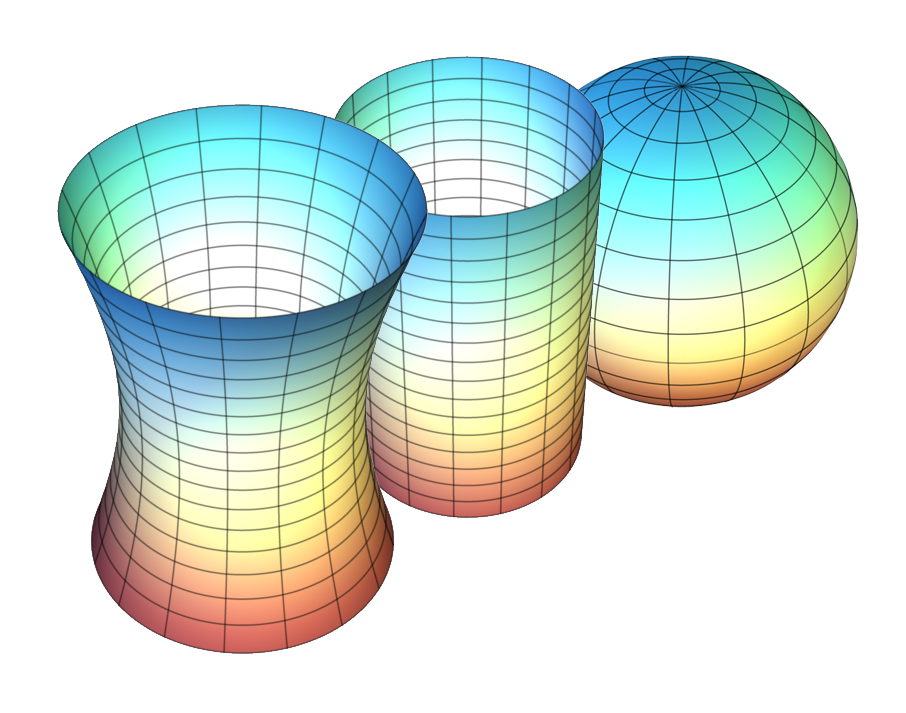
左から右へ、負のガウス曲率を持つ曲面（双曲面）、ガウス曲率が 0 の曲面（円筒形）、正のガウス曲率を持つ曲面（球面）。

微分幾何学において、曲面上のある点でのガウス曲率（ガウスきょくりつ、英: Gauss curvature又は英: Gaussian curvature）とは、与えられた点での主曲率κ1 と κ2 の積である。曲面上の距離だけに依存する量で、空間への等長的な埋め込み方法にはよらない。1827年にTheorema Egregiumを発表したカール・フリードリッヒ・ガウス (Carl Friedrich Gauss) の名前に因んで名付けられた。

## 定義

主曲率の方向に法平面を持つ鞍点曲面(Saddle surface)。

曲面の任意の点で、曲面に対して垂直である法線ベクトル(normal vector)を見つけることができる。法線ベクトルを含む平面を法平面(normal plane)と呼ぶ。法平面と曲面の交差は、法切断(normal section)と呼ばれる曲線を形成し、この曲線の曲率が法曲率(normal curvature)である。ほとんどの曲面上のほとんどの点に対し、ことなる切断ごとに異る曲率となる。これらの最大値と最小値を主曲率といい、κ1, κ2 と表す。ガウス曲率(Gaussian curvature)は 2つの主曲率の積 Κ = κ1 κ2 である。
ガウス曲率の符号は、曲面を特徴付けることに使うことができる。
- 主曲率の双方が同符号 κ1κ2 > 0 であれば、ガウス曲率は正であり、曲面は楕円点を持っているという。そのような点では、曲面はドームのようになっていて、局所的に接平面が曲面の同じ側へ来る。全ての断面曲率が同じ符号となる。
- 主曲率が異る符号を持つ κ1κ2 < 0 と、ガウス曲率は負であり、曲面は双曲点を持っているという。そのような点では、曲面は鞍点の形をしている。2つの方向に断面曲率が 0 となり、漸近方向（英語版）(asymptotic direction)を与える。
- 主曲率のうちのひとつが 0、つまり κ1κ2 = 0 であれば、ガウス曲率は 0 であり、曲面は放物点を持っているという。

殆どの曲面は、正のガウス曲率（楕円点）の領域を持ち、負のガウス曲率の領域は放物線と呼ばれるガウス曲率が 0 となる点の曲線により分離される。

## 議論
微分幾何学において、曲面上の与えられて点での 2つの主曲率は、その点でのシェイプ作用素(shape operator)の固有値である。これらの固有値は、与えられた点で異る方向に曲面がどれくらい折れ曲がっているかを測る。陰函数定理により、2変数の函数 f のグラフとして曲面が表現される。そこでは、点 p は臨界点、すなわち f の勾配が 0 となる。（このことは、常に適切な厳密な運動によって可能となる。）従って、p での曲面のガウス曲率は、（ヘッセ行列の固有値の積である） f のヘッセ行列の行列式である。（ヘッセ行列は、二階微分の 2 × 2 行列であることを思い起こしてほしい。）この定義からは、ただちに、cup型／cap型 と 鞍点(saddle point)の違いを理解することができる。

## 別な定義
{\displaystyle \mathrm {K} ={\frac {\langle (\nabla _{2}\nabla _{1}-\nabla _{1}\nabla _{2})\mathbf {e} _{1},\mathbf {e} _{2}\rangle }{\det g}},}
であることも分る。ここに {\displaystyle \nabla _{i}=\nabla _{{\mathbf {e} }_{i}}} は共変微分であり、g は計量テンソルである。
R3 の中の正則曲面上の点 p において、ガウス曲率は、
{\displaystyle K(\mathbf {p} )=\det(S(\mathbf {p} )),}
によっても与えられる。ここに S はシェイプ作用素(shape operator)である。
ガウス曲率の有用な公式は、等温座標(isothermal coordinates)で書かれたラプラシアンの項で書かれたリウヴィル方程式である。

## 全曲率

負の曲率の曲面上の三角形の内角の和は平面上の三角形の内角の和よりも小さい。

ガウス曲率の曲面上のある領域の面積分を全曲率(total curvature)と呼ぶ。測地線三角形の全曲率は、π から内角の和を引いた値と等しい。曲率が正の曲面上の三角形の内角の和は π よりも大きいことに対し、負の曲率の曲面上の三角形の内角の和は π よりも小さい。ユークリッド平面のような曲率 0 の曲面上では、三角形の内角の和はちょうど π となる。
{\displaystyle \sum _{i=1}^{3}\theta _{i}=\pi +\iint _{T}K\,dA.}
このことを一般化した結果が、ガウス・ボネの定理である。

## 重要な定理

### Theorema egregium
ガウスのTheorema Egregiumは、曲面のガウス曲率が曲面自身の上の長さを測ることから決定することができることを述べた定理である。実際、第一基本形式(first fundamental form)の考え方の全体として理解され、第一基本形式とその一階と二階の偏微分として表される。同値なことであるが、R3 の中の曲面の第二基本形式(second fundamental form)の行列式はそのように表現することができる。この定理の注目すべき驚異の点は、R3 の中の曲面 S のガウス曲率の「定義」が、曲面の空間内の位置に依存しているにもかかわらず、最終的な結果であるガウス曲率自体は、周囲の空間を何ら参照することなしに、曲面の内在的な計量(intrinsic metric)を決定することである。つまり、これは曲面自体が持っている本質的な性質である。特に、ガウス曲率は、曲面の等長な変形の下に不変である。
現代の微分幾何学において 曲面は 2次元微分可能多様体(differentiable manifold)であると、抽象的にみなす。曲面の古典論(classical theory of surfaces)の観点からは、そのような抽象的な曲面は R3 へ埋め込まれ(embedded)、第一基本形式により与えられるリーマン計量を持っている。R3 の中に曲面 S が埋め込まれていることを想定する。局所等長性(local isometry)は、S ∩ U への制限が像の上において等長(isometry)となるような R3 の開領域微分同相写像 f: U → V である。従って、Theorema Egregium では次のように記述されている。
R3 に埋め込まれた滑らかな曲面のガウス曲率は、局所等長変換の下に不変である。
例えば、円筒形のガウス曲率は 0 であり、「捩れていない」（平坦である）チューブも同様である。一方、半径 R の球面は正の定数曲率 R−2 を持ち、平坦な平面が曲率 0 を持ち、これら 2つの曲面は局所的にさえ等長ではない。このように、球面の一部でさえ、平面表現(planar representation) は距離を混乱させてしまう。従って、いかなる地図の投影法も完全ではない。

### ガウス・ボネの定理
ガウス・ボンネの定理は、曲面の全曲率をオイラー標数へと結びつけ、局所的幾何学的性質と大域的なトポロジカルな性質とを重要な関係をもたらす。

## 定曲率の曲面
- ミンディングの定理(Minding（英語版）'s theorem) (1839) は、同じ定数曲率 K を持つすべての曲面は局所等長であるという定理である。ミンディングの定理の結果、曲率 0 の定数曲率曲目はある平面を折り返すことにより構成することができる。そのような曲面を可展曲面と呼ぶ。ミンディングは、正の定数曲率を持つ閉曲面(closed surface)は必然的にリジッドかとの問いも発していた。
- リーベンマンの定理(Liebmann's theorem) (1900) はミンディングの問いに答え、正のガウス曲率を持つ R3 の中の正則（C2 級の) 閉曲面は、球面だけであることをしめした[2]。標準的な証明は、極端な主曲率となる点は非正なガウス曲率を持つというヒルベルトの補題（英語版）(Hilbert's lemma)を使う[3]。
- ヒルベルトの定理（英語版）(Hilbert's theorem) (1901) は、負の定数曲率を持つ R3 の中の解析的な（Cω 級）曲面は存在しないという定理である。実際、R3 の中への C2 級の埋め込みに対しては成立するが、C1-級の曲面に対しては成立しない。擬球面(pseudosphere)は、特異点であるカスプは除いて、負の定数曲率のガウス曲率を持つ[4]。

## 別の公式
- R3 の中の曲面のガウス曲率は、第二基本形式(second fundamental form)と第一基本形式(first fundamental form)の行列式の比率として表すことができる。

{\displaystyle K={\frac {\det II}{\det I}}={\frac {LN-M^{2}}{EG-F^{2}}}.}
- ブリオッキの公式(Brioschi formula)は、第一基本形式の項だけでガウス曲率を表すことができる。

{\displaystyle K={\frac {{\begin{vmatrix}-{\frac {1}{2}}E_{vv}+F_{uv}-{\frac {1}{2}}G_{uu}&{\frac {1}{2}}E_{u}&F_{u}-{\frac {1}{2}}E_{v}\\F_{v}-{\frac {1}{2}}G_{u}&E&F\\{\frac {1}{2}}G_{v}&F&G\end{vmatrix}}-{\begin{vmatrix}0&{\frac {1}{2}}E_{v}&{\frac {1}{2}}G_{u}\\{\frac {1}{2}}E_{v}&E&F\\{\frac {1}{2}}G_{u}&F&G\end{vmatrix}}}{(EG-F^{2})^{2}}}}
- 直交なパラメータ化 (つまり、F = 0) に対し、ガウス曲率は、

{\displaystyle K=-{\frac {1}{2{\sqrt {EG}}}}\left({\frac {\partial }{\partial u}}{\frac {G_{u}}{\sqrt {EG}}}+{\frac {\partial }{\partial v}}{\frac {E_{v}}{\sqrt {EG}}}\right)}
である。
- 函数 z = F(x, y) のグラフとして表せる曲面に対し、ガウス曲率は、

{\displaystyle K={\frac {F_{xx}\cdot F_{yy}-F_{xy}^{2}}{(1+F_{x}^{2}+F_{y}^{2})^{2}}}}
である。
- 曲面 F(x,y,z) = 0 のガウス曲率は、[5]

{\displaystyle K={\frac {[F_{z}(F_{xx}F_{z}-2F_{x}F_{xz})+F_{x}^{2}F_{zz}][F_{z}(F_{yy}F_{z}-2F_{y}F_{yz})+F_{y}^{2}F_{zz}]-[F_{z}(-F_{x}F_{yz}+F_{xy}F_{z}-F_{xz}F_{y})+F_{x}F_{y}F_{zz}]^{2}}{F_{z}^{2}(F_{x}^{2}+F_{y}^{2}+F_{z}^{2})^{2}}}}
である。
- ユークリッド計量と共形な計量を持つ曲面は、従って、F = 0 であり E = G = eσ である曲面のガウス曲率は、（Δ を通常のラプラス作用素として）

{\displaystyle K=-{\frac {1}{2e^{\sigma }}}\Delta \sigma ,}
と表すことができる。
- ガウス曲率は、測地線円の周囲と平面内の円との極限での差異である[6]。

{\displaystyle K=\lim _{r\to 0^{+}}3{\frac {2\pi r-C(r)}{\pi r^{3}}}}
- ガウス曲率は、測地線円板と平面内の円板との極限での差異である[6]。

{\displaystyle K=\lim _{r\to 0^{+}}12{\frac {\pi r^{2}-A(r)}{\pi r^{4}}}}
- ガウス曲率は、クリストッフェル記号により表すことができる[7]。

{\displaystyle K=-{\frac {1}{E}}\left({\frac {\partial }{\partial u}}\Gamma _{12}^{2}-{\frac {\partial }{\partial v}}\Gamma _{11}^{2}+\Gamma _{12}^{1}\Gamma _{11}^{2}-\Gamma _{11}^{1}\Gamma _{12}^{2}+\Gamma _{12}^{2}\Gamma _{12}^{2}-\Gamma _{11}^{2}\Gamma _{22}^{2}\right)}

## 高次元の場合
Mをリーマン多様体Mの部分多様体とする。MがMにおいて余次元1であれば、第二基本形式が2階のテンソル（すなわち行列）になり、第二基本形式の固有値として主曲率を定義でき、全ての主曲率の積としてガウス曲率が定義できる。

ガウス曲率はMが偶数次元であればMに内在的な量であり、リーマン曲率のオイラー形式と一致する。Mが奇数次元の場合もガウス曲率は符号を除いて内在的な量である。